# أكيرا كاواقوتشي
أكيرا كاواقوتشي (باليابانية: 川口 晃) (مواليد 24 يناير 1967)، هو لاعب كرة قدم ياباني سابق كان يلعب كحارس مرمى.

## وصلات خارجية
- أكيرا كاواقوتشي على موقع رابطة كرة القدم اليابانية للمحترفين (اليابانية)
- أكيرا كاواقوتشي على موقع عالم كرة القدم.نت (الإنجليزية)